# Paykan Football Club
Il Paykan Football Club (in persiano باشگاه فوتبال پيکان‎) è una società calcistica iraniana di Teheran, di proprietà dell'azienda automobilistica Paykan. Milita nella Lega professionistica del Golfo persico, la massima divisione del campionato iraniano di calcio.
È un ramo della società polisportiva Paykan Sport Club, che vanta successi nella pallacanestro e nella pallavolo, con il Paykan VC.

## Storia

### Fondazione ed esordi
Il club fu fondato nel 1967 da Mahmoud Khayami, finanziato da alcune fabbriche. L'obiettivo principale era quello di promuovere i prodotti delle aziende, accrescendo la popolarità del marchio. Nel 1969 la squadra vinse un campionato locale, ma nel 1970 fallì. Fu prontamente ricostituita, pur perdendo molti giocatori, che si trasferirono nel Persepolis.

### La rivincita
Negli anni '80 la polisportiva allargò i settori di attività, tesserando giocatori nella pallacanestro, pallamano e pallavolo. Mancava, tuttavia, una squadra di calcio, che fu creata nel 2000 acquisendo il titolo sportivo del Bahman e partecipando nuovamente alla seconda serie del campionato iraniano di calcio dopo trent'anni. Nel 2000-2001 il club vinse il campionato cadetto con i giocatori del Bahman e un nuovo allenatore, approdando in massima serie.
La società venne rinominata Paykan Tehran e si stabilì allo stadio Karaj. La squadra ebbe scarsi successi e retrocesse in seconda serie alla fine della stagione 2004-2005. Dopo un solo anno di seconda divisione, la squadra ritornò nella divisione di vertice per la stagione 2006-2007, confermando poi la capacità di competere ad alti livelli. Il risultato della stagione 2008-2009 fu un soddisfacente ottavo posto.

## Presidenti
- Nader Shahsavari
- Hossein Kafami (2005-2006)
- Ibrahim Sanaei (2006 - ottobre 2007)
- Mostafa Karkhaneh (ottobre 2007 - febbraio 2008)
- Mohammad-Reza Davarzani (febbraio 2008 - luglio 2008)
- Kamran Sahebpanah (luglio 2008 - attuale)

## Direzione sportiva

### Storia manageriale
| Nome                    | Periodo   |
| ----------------------- | --------- |
| Alan Rogers             | 1969-1970 |
| Hamid Alidoosti         | 2000-2002 |
| Bijan Zolfagharnasab    | 2002-2003 |
| Homayoun Shahrokhi      | 2003-2004 |
| Mohammad Mayeli Kohan   | 2004-2005 |
| Farhad Kazemi           | 2005-2006 |
| Samvel Darbinyan        | 2006-2008 |
| Ali Asghar Modir Roosta | 2008–     |

### Dirigenza attuale
| Position         | Name                    | Nation          |
| ---------------- | ----------------------- | --------------- |
| Manager          | Ali Asghar Modir Roosta | Iran (bandiera) |
| First Team Coach | Nasser Pourmehdi        | Iran (bandiera) |
| Supervisor       | Shahrzad Kiani          | Iran (bandiera) |

## Palmarès

### Competizioni nazionali
- Campionato iraniano di seconda divisione: 2

2011-2012, 2015-2016

### Altri piazzamenti
- Coppa d'Iran:

Semifinalista: 2001-2002, 2006-2007
- Campionato iraniano di seconda divisione:

Secondo posto: 2005-2006, 2013-2014, 2024-2025

## Organico

### Rosa 2018-2019
Aggiornata al 10 dicembre 2018.
| N. |                       | Ruolo | Calciatore               |
| -- | --------------------- | ----- | ------------------------ |
| 1  | Iran (bandiera)       | P     | Vahid Sheikhveisi        |
| 4  | Iran (bandiera)       | D     | Amirhossein Jeddi        |
| 5  | Iran (bandiera)       | D     | Mehran Mousavi           |
| 6  | Brasile (bandiera)    | C     | Magno Batista            |
| 7  | Iran (bandiera)       | A     | Issa Alekasir            |
| 8  | Iran (bandiera)       | C     | Abolfazl Ebrahimi        |
| 9  | Iran (bandiera)       | A     | Faraz Emamali            |
| 10 | Iran (bandiera)       | C     | Mehdi Momeni             |
| 11 | Iran (bandiera)       | A     | Mohammad Ghazi           |
| 13 | Iran (bandiera)       | D     | Abolfazl Razzaghpour     |
| 14 | Iran (bandiera)       | C     | Mahan Rahmani            |
| 15 | Montenegro (bandiera) | C     | Marko Vukčević           |
| 16 | Iran (bandiera)       | D     | Arman Ghasemi (capitano) |
| 19 | Iran (bandiera)       | C     | Sajjad Moshkelpour       |
| 20 | Iran (bandiera)       | D     | Hojjat Haghverdi         |
| 26 | Iran (bandiera)       | C     | Mohammad Khodabandelou   |
| 27 | Iran (bandiera)       | P     | Mehdi Amini              |

| N. |                 | Ruolo | Calciatore           |
| -- | --------------- | ----- | -------------------- |
| 29 | Iran (bandiera) | A     | Morteza Khorasani    |
| 33 | Iran (bandiera) | C     | Ali Mostafa Khanzadi |
| 34 | Iran (bandiera) | C     | Sina Asad Beygi      |
| 40 | Iran (bandiera) | D     | Ali Hamoudi          |
| 44 | Iran (bandiera) | C     | Alireza Rezaei       |
| 45 | Iran (bandiera) | C     | Shahin Saghebi       |
| 70 | Iran (bandiera) | A     | Saeed Vasei          |
| 77 | Iran (bandiera) | A     | Saman Nariman Jahan  |
| 80 | Iran (bandiera) | C     | Alireza Koshki       |
| 90 | Iran (bandiera) | A     | Amir Roostaei        |
| 93 | Iran (bandiera) | D     | Nader Mohammadi      |
| 99 | Iran (bandiera) | C     | Amir Hossein Karimi  |
|    | Iran (bandiera) | D     | Arash Ghaderi        |
|    | Iran (bandiera) | C     | Mohammadreza Ahmadi  |
|    | Iran (bandiera) | A     | Jaber Ansari         |
|    | Iran (bandiera) | P     | Mohammad Nasseri     |